# 张公山街道
张公山街道是中国安徽省蚌埠市禹会区下辖的一个街道，位于禹会区中心地带，张公山公园的西南侧。辖区总面积5平方公里，街道下辖21个社区居委会、13个社区，常住人口5.3万，流动人口约1万。
张公山街道东至张公湖，西至长征路，南与高新区交界，北至胜利西路。

## 历史
- 1982年，蚌埠市政府将大庆街道划出一部分地区，正式建立张公山街道办事处，当时与郊区长青乡相接。
- 1996年，面积扩展至4平方千米，人口约4.3万。